# Sociedades enfermas
Sociedades enfermas (en inglés: Sick Societies) es un trabajo académico de 1992 del profesor emérito del departamento de antropología de la Universidad de California, Robert B. Edgerton.

## Sinopsis
El libro desafía la posición del relativismo cultural de algunos antropólogos anteriores. Edgerton enumera ejemplos de culturas y prácticas primitivas, mostrando que no han sido completamente felices ni ambientalmente sostenibles. Argumenta que la visión de sociedades primarias, naturalmente adaptables y perfectas es un mito. Al elogiar cómo los relativistas fueron fundamentales para el desarrollo del respeto por otros pueblos y valores, también señala dónde esto puede entrar en conflicto con la ciencia. Según Edgerton, la visión "interpretivista" de que la ciencia o la sociedad occidental no pueden, o no deben, evaluar críticamente a otras sociedades sería un tipo de "onanismo intelectual".
Se presentan ejemplos de sociedades indígenas precoloniales imperfectas, que incluyen instancias de causalidad supersticiosa defectuosa que puede resultar en conflicto y violencia, medicina subóptima, mala alimentación, destrucción ambiental, subyugación de mujeres, explotación, esclavitud, relaciones disfuncionales y una atmósfera de miedo. Edgerton informa sobre cómo los propios miembros de las sociedades pequeñas las han criticado, que todas las sociedades tienen sus fallas y pueden ser evaluadas para la salud.

## Reseñas
El profesor de antropología Philip Kilbride, escribiendo para American Anthropologist, elogió el libro como "trascendental, si no dialécticamente inevitable", y "un caso convincente para su llamado a una 'antropología de la evaluación'", recomendándolo a los estudiantes como complemento del libro Thinking Through Cultures de Richard Shweder de 1991 que, por el contrario, es una defensa del relativismo posmodernista que desalienta la comparación entre culturas. Enumeró algunos problemas sociales descritos en el libro, como la quema de viudas, los pies vendados, la desnutrición y la mutilación genital femenina, guerra tribal y alcoholismo. Su reseña concluyó describiendo a Edgerton como un hábil escritor comprometido con el empirismo científico. 
El profesor de antropología David Kertzer, que escribe para The Washington Post, simpatizó con el esfuerzo, considerando cómo los antropólogos idealizaban clásicamente otras sociedades, pero criticó el libro por seleccionar a menudo ejemplos que no eran necesariamente representativos de pequeñas sociedades primitivas. También argumentó que el relato de Edgerton sobre el alcoholismo de los nativos americanos no apoyaba de manera convincente su tesis principal.